# Ettore Tito
Ettore Tito né en 1859 à Castellammare di Stabia en Campanie et mort en 1941 à Venise est un peintre italien de l'école vénitienne.

## Biographie
Ses études terminés à l'Académie des Beaux-Arts de Venise, Ettore Tito se révéla en 1887 avec la peinture Pescheria Roma. Son domaine d'inspiration fut vaste, on trouve des sujets marins, des paysages, des sujets mythologiques et religieux inspirés de la peinture vénitienne du Settecento.
Il a aussi peint des fresques dans le hall central de la villa Berlingieri à Rome (1912).
Son talent se remarque plus complètement dans le réalisme de la vie populaire vénitienne.
Ettore Tito fut professeur à l'Académie des beaux-arts de Venise. Cagnaccio di San Pietro fut son élève.

## Œuvres
- Scena di vita veneziana (Scène de la vie  vénitienne) (1884), localisation inconnue.
- La Chiromante (La Diseuse de bonne aventure) (1886), localisation inconnue.
- Pescheria Roma (1887), localisation inconnue.
- Portrait de Tina di Lorenzo(1895), collection privée.
- Amazzone, 1895, Raccolte Frugone, Gènes [1].
- Ninfa (nymphe) (1913), localisation inconnue.
- La Reine Victoria et la princesse royale se rendant au boudoir de Napoléon, localisation inconnue.
- Le Grand Canal de Venise, localisation inconnue.
- Les Ondines, localisation inconnue.
- Journée fraîche à Venise, localisation inconnue.
- Donne di pescatori (Femmes de pêcheurs), localisation inconnue.
- La proclamation de la maternité de la Vierge au concile d’Éphèse - 1934, Église Santa Maria degli Scalzi à Venise. Plafond de la nef

Œuvres d'Ettore Tito
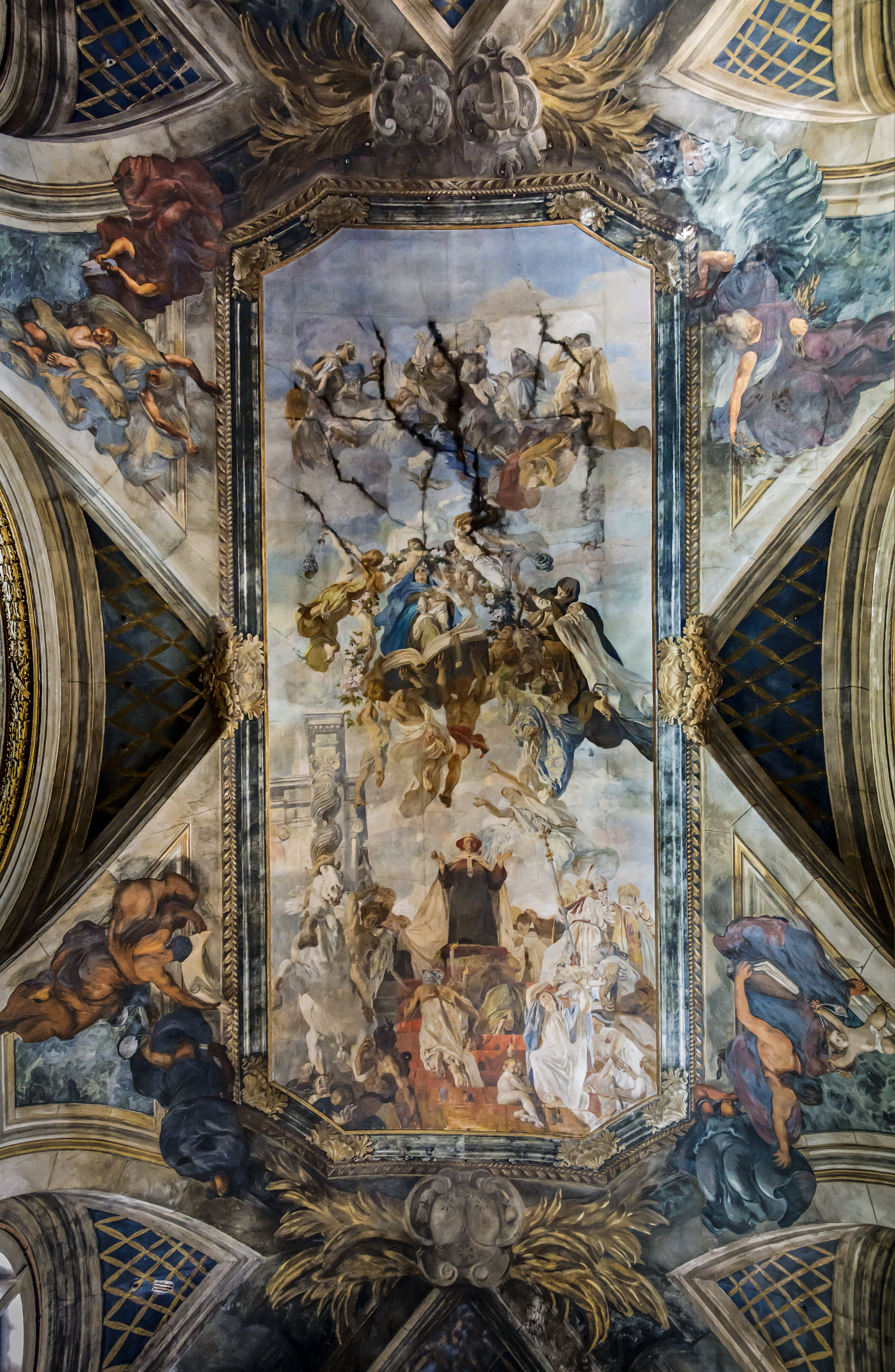
Église Santa Maria di Nazareth de Venise. La proclamation de la maternité de la Vierge au concile d’Éphèse - Plafond de la nef
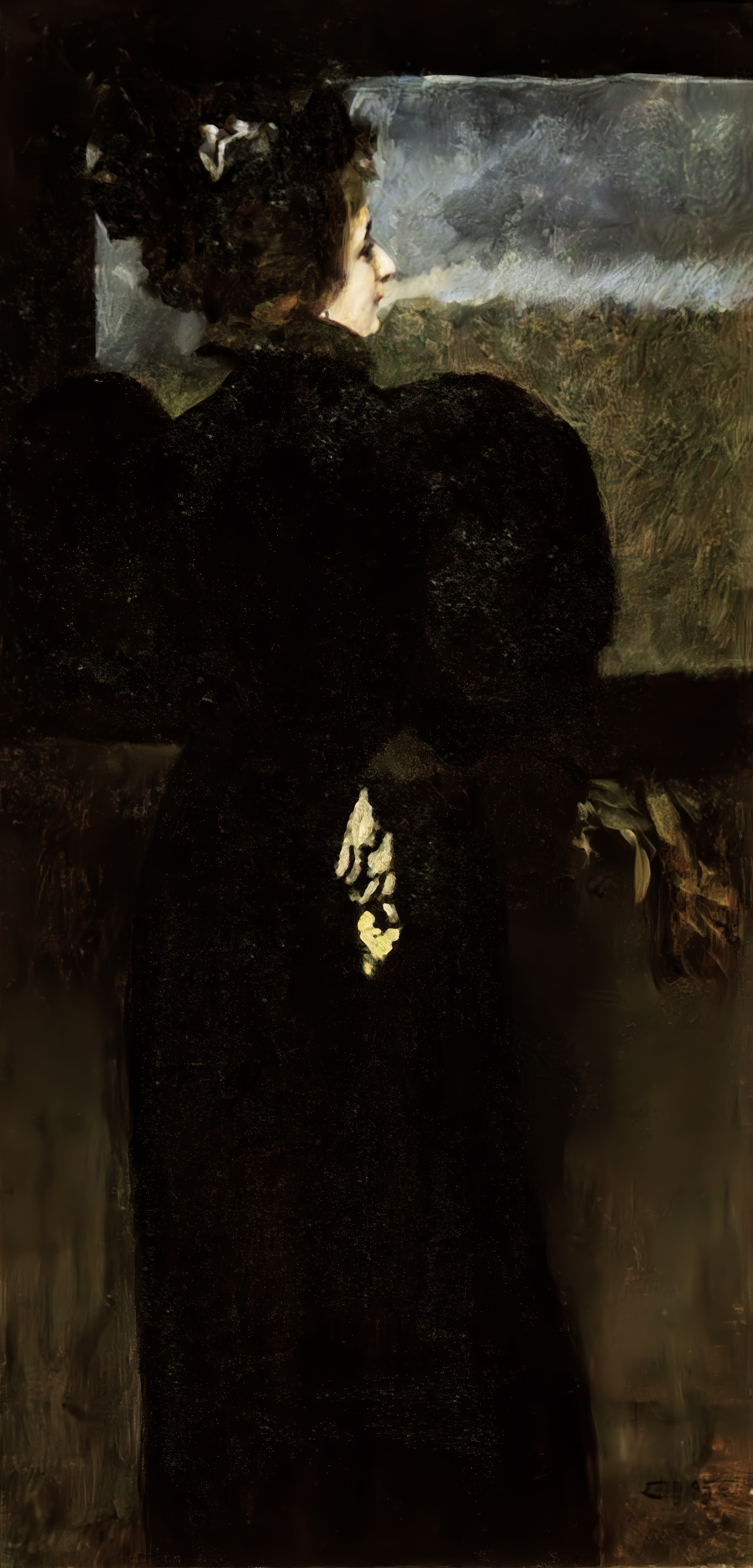
Portrait de Tina di Lorenzo, 1895, Musei civici - Santa Caterina, Trévise
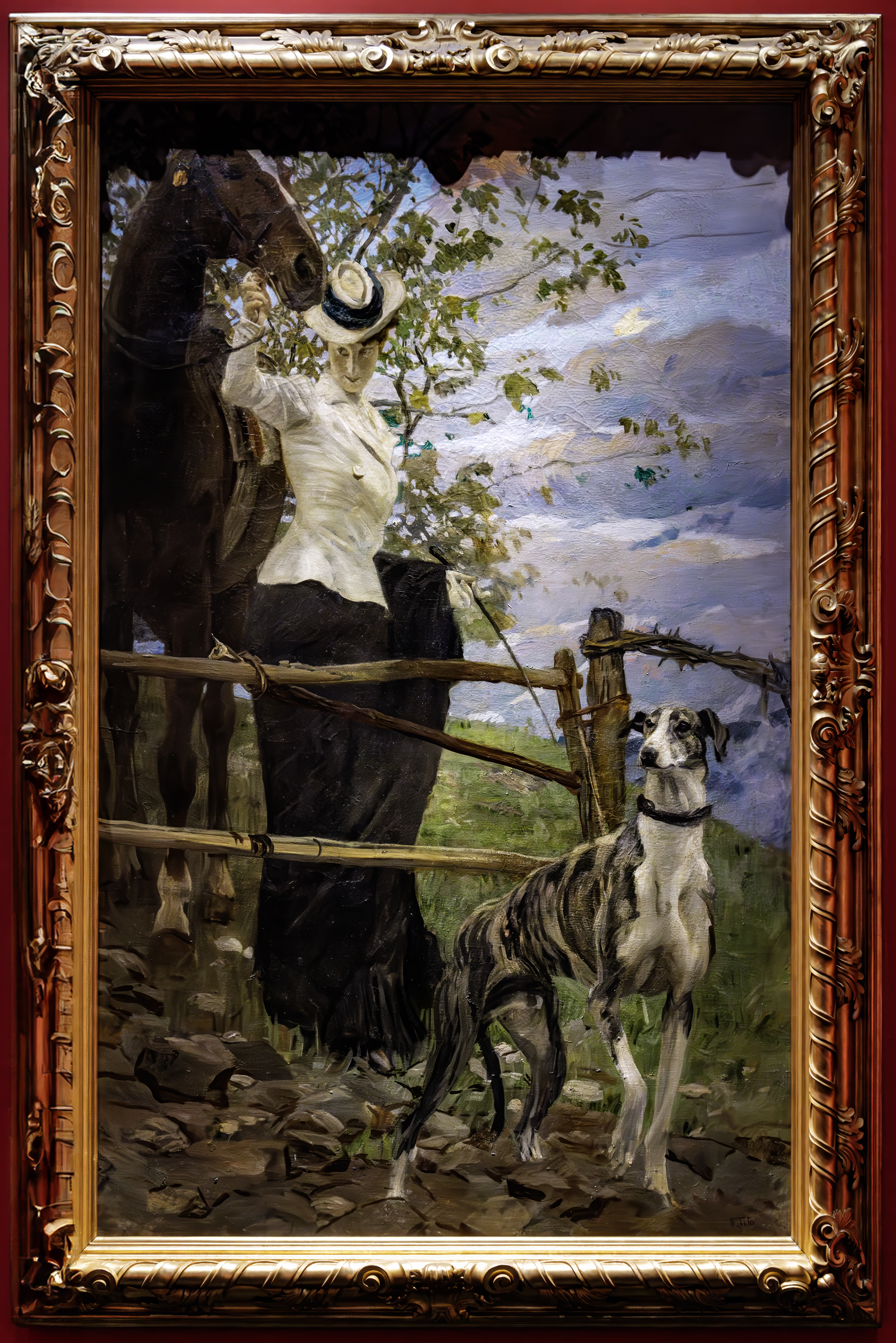
Amazzone, 1895, Raccolte Frugone, Gènes
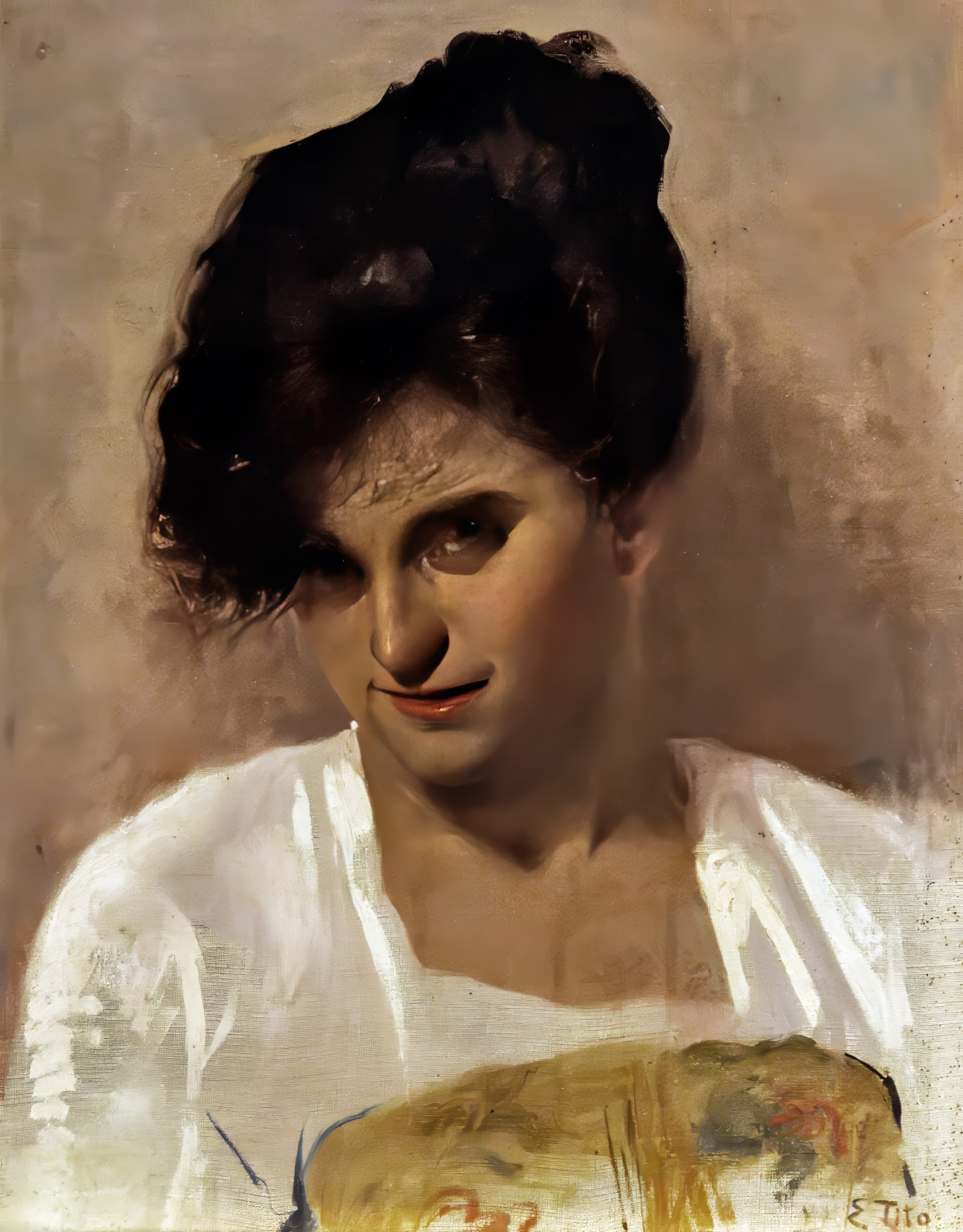
Etude préparatoire pour un visage de fille, 1895, Musei civici - Santa Caterina, Trevise
L'Ondine (vers 1900-1910), Modène, Galleria Civica.
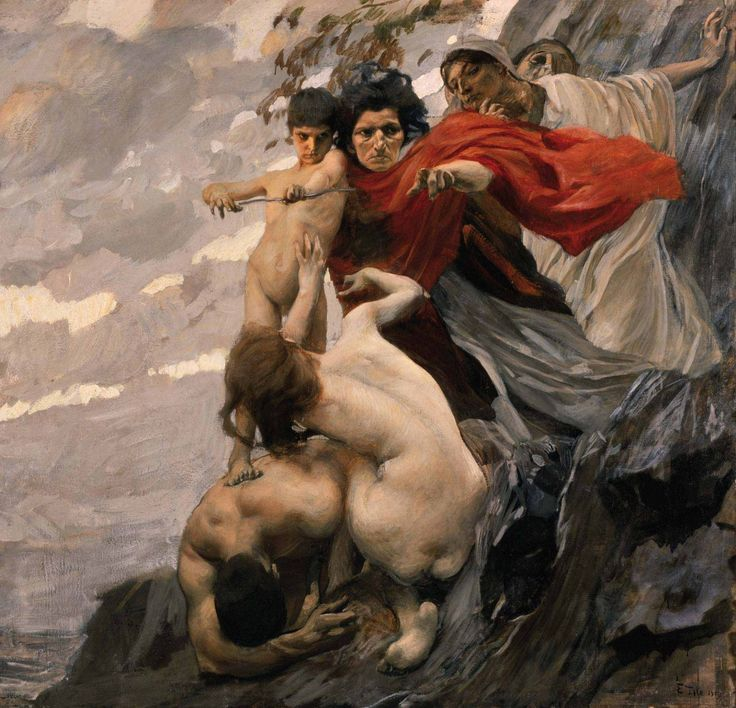
L'Amour et les Parques (1909), Galerie d'art moderne de Palerme.
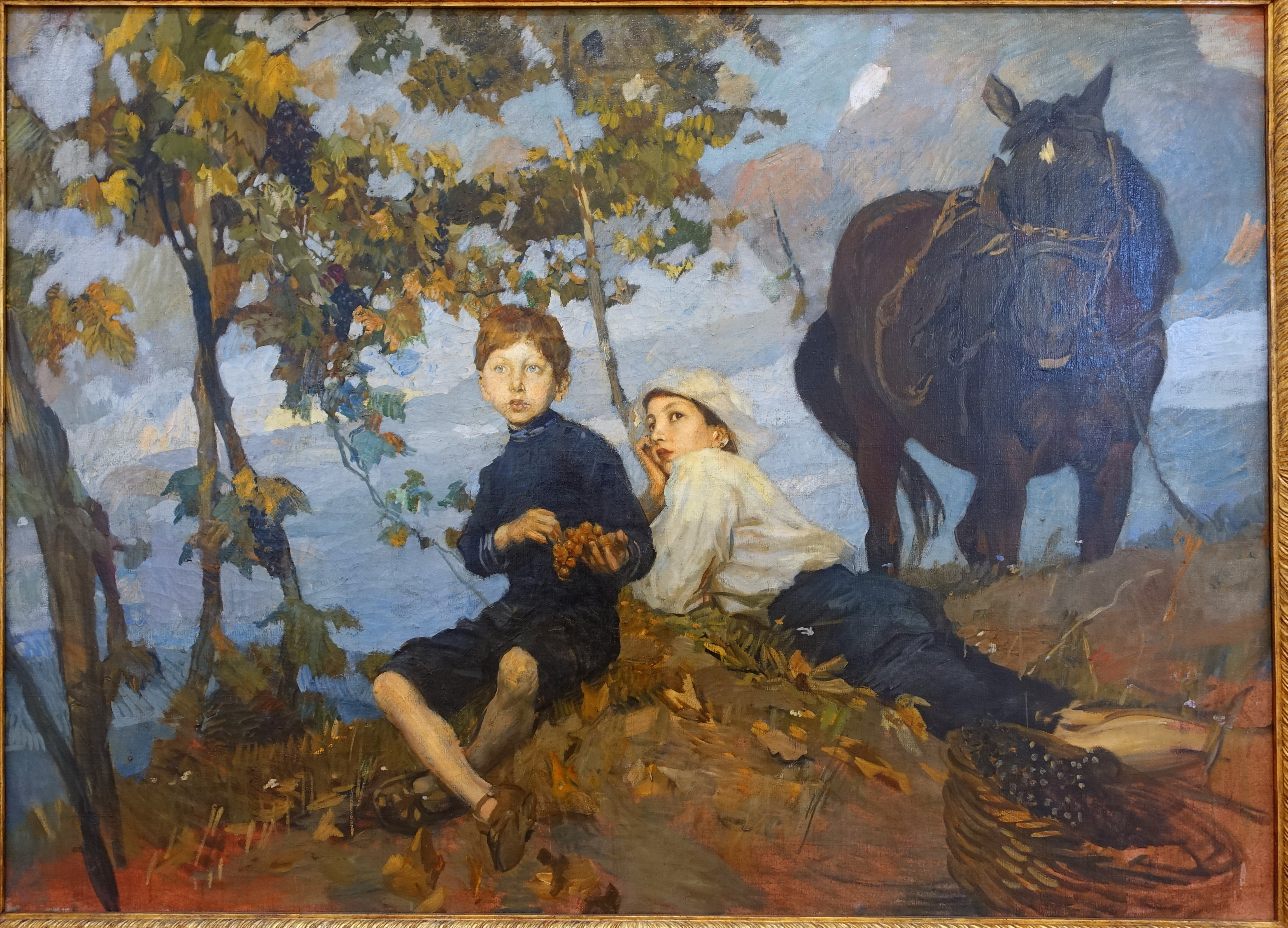
Paysage d'automne avec portrait de famille (vers 1914), Rome, galerie nationale d'Art moderne et contemporain.

## Sources
1. ↑  https://www.museidigenova.it/en/amazzone

- (it) Cet article est partiellement ou en totalité issu de l’article de Wikipédia en italien intitulé « Ettore Tito » (voir la liste des auteurs).